# Morgongiori
Morgongiori (en sard, Margaxori) és un municipi italià, dins de la província d'Oristany. L'any 2007 tenia 892 habitants. Es troba a la regió de Marmilla. Limita amb els municipis d'Ales, Curcuris, Marrubiu, Masullas, Pompu, Santa Giusta, Siris i Uras.

## Administració
| Període | Identitat  | Partit        |
| ------- | ---------- | ------------- |
| 2005-   | Renzo Ibba | Llista cívica |